# Klaudia Konopko
Klaudia Korzeniecka (geb. Konopko; * 21. Februar 1992 in Białystok) ist eine polnische Leichtathletin, die sich auf den Sprint spezialisiert hat.

## Sportliche Laufbahn
Erste internationale Erfahrungen sammelte Klaudia Konopko im Jahr 2009, als sie bei den Jugendweltmeisterschaften in Brixen mit der polnischen Sprintstaffel (1000 Meter) in 2:10,01 min den sechsten Platz belegte. Anschließend schied sie beim Europäischen Olympischen Jugendfestival (EYOF) in Tampere mit 12,17 s in der Vorrunde im 100-Meter-Lauf aus und gewann über 200 Meter in 24,41 s die Bronzemedaille. Im Jahr darauf schied sie bei den Juniorenweltmeisterschaften in Moncton mit der 4-mal-100-Meter-Staffel mit 45,54 s im Vorlauf aus und 2016 schied sie bei den Europameisterschaften in Amsterdam mit 23,76 s in der ersten Runde im 200-Meter-Lauf aus. Anschließend nahm sie mit der Staffel an den Olympischen Sommerspielen in Rio de Janeiro teil und verpasste dort mit 43,33 s den Finaleinzug. Im Jahr darauf bestritt sie ihre letzte Wettkampfsaison und beendete dann ihre aktive sportliche Karriere im Alter von 25 Jahren.
2013 wurde Konopko polnische Meisterin in der 4-mal-100-Meter-Staffel.

## Persönliche Bestzeiten
- 100 Meter: 11,69 s (+0,2 m/s), 1. Juni 2016 in Białystok
  - 60 Meter (Halle): 7,47 s, 5. März 2016 in Toruń
- 200 Meter: 23,38 s (+1,9 m/s), 11. Juni 2016 in Danzig